# Song Hyo Nam
Song Hyo Nam (kor. 송효남, ur. ?) – północnokoreański polityk, deputowany Najwyższego Zgromadzenia Ludowego KRLD XII kadencji (od marca 2009), parlamentu Korei Północnej. W wyborach parlamentarnych z 8 marca 2009 roku został wybrany z okręgu numer 327. Był deputowanym także XI kadencji (od 2003 roku), mandat uzyskał wówczas z okręgu 300. Ponadto obecnie jest również dyrektorem administracyjnym spółdzielni rolniczej w miejscowości Pukch'ang w powiecie Kwail (prowincja Hwanghae Południowe).